# Джиллинг, Джон
Джон Джиллинг (англ. John Gilling) (29 мая 1912 — 22 ноября 1984) — британский кинорежиссёр и сценарист 1930—1970-х годов.
За свою карьеру Джиллинг написал сценарии 53 фильмов и как режиссёр поставил 36 картин. Более всего Джиллинг известен как постановщик криминальных драм, таких как «Голос Меррилла» (1952), «Три шага к виселице» (1952), «Беладонна» (1953), «Растратчик» (1954) и «Интерпол» (1960), а также фильмов ужасов, среди которых «Плоть и демоны» (1960), «Тень кошки» (1961), «Горгона» (1964), «Чума зомби» (1966), «Рептилия» (1966) и «Саван мумии» (1967), большинство из которых он поставил на студии Hammer Films.

## Ранние годы и начало карьеры
Джон Джиллинг родился 29 мая 1912 года в Лондоне, Великобритания. В семнадцатилетнем возрасте он бросил работу в нефтяной компании и отправился в Голливуд. Там он перебивался случайными заработками, попробовав себя в качестве боксёра, актёра, помощника режиссёра и сценариста.
В 1933 году Джиллинг вернулся в Великобританию, где получил должность помощника режиссёра на студии British International Pictures (BIP), а затем — на Gainsborough Pictures. Первыми картинами, над которыми он работал, были мюзикл «Отец О’Флинн» (1935) и приключенческая лента «Крылья над Африкой» (1936).
Во время Второй мировой войны Джиллинг служил в Королевском военно-морском флоте, после чего вернулся в кинематограф.

## Режиссёрская карьера в послевоенный период
После войны Джиллинг продолжил карьеру как сценарист таких фильмов, как криминальная драма «Чёрная память» (1947), а также фильмов ужасов «Алчность Уильяма Харта» (1948) и «Дом тьмы» (1948). В 1948 году он дебютировал в качестве режиссёра, поставив по собственному сценарию 38-минутный фильм ужасов «Побег из Бродмура» (1948). Фильм был сделан на очень скромном бюджете и снимался в основном на натуре. По словам историков кино Стивена Чибнолла и Брайана Макфарлейна, это была причудливая мелодрама о возвращении убийцы-маньяка на место своего преступления, где он сталкивается с призраком своей жертвы. Фильм «интересен тем, как он затрагивает темы потери, вины, искупления, мести и выживания духа, которые были важными в различных послевоенных жанрах». Вторым фильмом Джиллинга, где он выступил в качестве сценариста и режиссёра, была криминальная драма «Вопрос об убийстве» (1949), который Чибнолл и Макфарлейн назвали «дешёвым заполнителем киносеансов».
После ещё нескольких киносценариев в стиле хоррор на Джиллинга обратила внимание кинокомпания Tempean Films, которую создали продюсеры Роберт Бейкер и Монти Берман. На этой студии Джиллинг снял по собственному сценарию криминальную драму «Без следа» (1950) с участием таких актёров, как Хью Синклер, Дина Шеридан и Джон Лори. Фильм рассказывал историю детективного писателя, который убивает шантажиста, а затем помогает полиции расследовать совершённое им преступление. Следом на Tempean Джиллинг поставил по собственным сценариям несколько достаточно содержательных картин, среди которых криминальные мелодрамы «Тихая женщина» (1951), «Испуганный человек» (1952), «Голос Меррилла» (1953) и «Растратчик» (1954) .
Как отметили Чибнолл и Макфарлейн, «Тихая женщина» (1951) был «редким фильмом категории B с главной героиней». В этой картине актриса Джейн Хилтон благодаря своей яркой игре «сделала что-то очень интересное из роли хозяйки паба с мужем-беглым заключенным и бойфрендом-лихим контрабандистом». Она тихо создаёт завораживающий образ женщины, прошлое которой рушится и которая робко пытается построить своё будущее. Роль второго плана в картине сильно исполнила Дора Брайан. Как написал еженедельник Kinematograph Weekly, «её солёный и кокни-юмор сглаживает неровности картины».
Фильм «Испуганный человек» (1952), по словам Чибнолла и Макфарлейна, затрагивает вопросы классовых различий и гомофобии. В этом фильме торговец подержанными товарами Росселли (Чарльз Виктор) пытается дать своему сыну Хулио образование выше его классового уровня, что приводит к тому, что Хулио исключают из Оксфорда, и в итоге он связывается с преступниками. Картина завершается напряжённой погоней по крыше, в финале которой Хулио разбивается насмерть, а онемевшего от горя Росселли уводит его квартирант-полицейский. Помимо Виктора, который наделяет Росселли трогательным раскаянием и болью, стоит отметить яркую игру Майкла Уорда, который создал образ «гомосексуального персонажа с настоящим интеллектом и определенным достоинством. Грубое обращение Хулио с ним, как с помощником Росселли, является на удивление точным и критическим изображением того гомофобного презрения, которое встречается в фильмах того периода». Журнал Picture Show положительно оценил картину как «простую, искренне рассказанную драму».
«Голос Меррилла» (1953) был снят в стиле фильмов категории B, но часто его ставили на верхнюю строчку на двойных киносеансах. По словам продюсера Роберта Бейкера, «это был не очень дорогой фильм, но дистрибьюторы из компании Eros посчитали, что он слишком хорош, чтобы идти вторым номером». В фильме снялась «безусловная звезда А-класса Валери Хобсон», а его производственные показатели были выше, чем у обычных фильмов категории В. В этой картине Хобсон «стильно и сексуально изображает несчастную жену, а Джеймс Робертсон Джастис играет язвительного мужа». Сюжет гладко и в правильном темпе движется к своему мрачному финалу, и операторская работа Бермана в сочетании с сильным актерским составом создают «оригинальный образец детективной драмы».
Фильм «Растратчик» (1954), по словам Чибнолла и Макфарлейна, «достаточно наивен в своем благонамеренном ключе», и Джиллинг предоставляет Чарльзу Виктору достаточно возможностей, чтобы вызвать наше сочувствие к Генри Полсону, которому ставят диагноз, что у него больное сердце, после чего он решает пока «не слишком поздно, вырваться из рутины». Он крадет деньги из банка, в котором работает, и сбегает в отель в Истборне, которым управляет миссис Ларкинс (Пегги Маунт). Там он искупает свою вину, решая проблемы его жильцов. Производственные ценности фильма невысоки, но его вытягивают «сила актёрской игры и чётко выстроенный сюжет». В целом, по мнению Чибнолла и Макфарлейна, «Испуганный человек» (1952) и «Растратчик» (1954) «предлагают гораздо больше в плане развития образов, чем это обычно встречается в фильмах категории B».
Продюсер Бейкер вспоминал, что Джиллинг как сценарист и как режиссёр «был очень хорош и очень добросовестен; немного жестковат с актёрами на съёмочной площадке, но он поддерживал дисциплину и выпускал очень хорошие картины». Как отмечают Чибнолл и Макфарлейн, «самое меньшее, что можно сказать о фильмах Джиллинга для Tempean, это то, что они отвечали рыночному спросу с непритязательной эффективностью. Во всех этих фильмах Джиллинг демонстрирует способность экономично и выразительно закладывать основу сюжета, развивать его чётко и быстро, давать компетентным актёрам возможность наделить своих персонажей чувствами и чертами, выходящими за рамки стереотипов, и умело использовать ограниченные локации и декорации. Все четыре фильма, упомянутые выше, обладают убедительным чувством места и атмосферы, заметно превосходя уровень своих скромных бюджетов».
Одновременно с этими картинами Джиллинг, по замечанию Чибнолла и Макфарлейна, «снимал и более стандартные триллеры», среди них история о пьющих журналистах и криминальных авторитетах «Ночной побег» (1953) и «Позолоченная клетка» (1955) о контрабанде ценных картин за границу с отличной игрой Элвина Брук-Джонса в роли владельца ночного клуба. В этот период Джиллинг поставил также криминальные драмы «Беладонна» (1953), где преступник в бегах принимает личность другого человека, и «Отдача» (1953), где главный герой внедряется в банду грабителей, чтобы отомстить за убийство своего отца-ювелира, а также криминальный триллер «Двойная выдержка» (1954) об охоте бандитов на криминального фотографа. Криминальные драмы «Три ступени к виселице» (1953) и «Тигра за хвост» (1955) Джиллинг также поставил по собственным сценариям. По словам Чибнолла и Макфарлейна, тот факт, что в этих фильмах главные роли исполнили голливудские звёзды, «несомненно, обеспечил им определенный блеск и более широкий прокат в США, чем его полностью британские работы, которые были сделаны более индивидуально». В первой картине офицер американского торгового судна (Скотт Брейди), находящийся в отпуске в Лондоне, узнаёт, что его брата через три дня повесят. Он отправляется доказывать его невиновность, противостоя банде контрабандистов, базирующейся в ночном клубе. Во втором фильме банда лондонских фальшивомонетчиков похищает американского журналиста (Ларри Паркс), который ведёт расследование её преступной деятельности.
Как далее отмечают Чибнолл и Мафарлейн, после работы в Tempean Джиллинг перешёл к более крупным бюджетам", но это не обязательно означало более качественные фильмы". В 1956 году Джиллинг перешёл на студию Warwick Film Productions, принадлежавшую Альберту Р. Брокколи и Ирвингу Аллену, где в качестве в качестве сценариста и режиссёра работал над серией более дорогих фильмов с участием международных звёзд. Его первой картиной для студии стала приключенческая мелодрама «Одонго» (1956) с участием американских актёров Ронды Флеминг и Макдональда Кэри. В том же году вышла фантастическая комедия «Гамма-люди» (1956) с участием Пола Дугласа и Эвы Барток, в которой американские журналисты разоблачают заговор диктатора небольшой центрально-европейской страны, который с помощью гамма-лучей пытается превратить детей в полностью подчинённых своей воле подручных. После этого Джиллинг поставил три более интересные картины, такие как военно-воздушная драма с участием Рэя Милланда «Высокий полёт» (1957), криминальный триллер о борьбе с наркотрафиком с участием Виктора Мэтьюра и Аниты Экберг «Интерпол» (1957), триллер с Джеком Пэлансом и Экберг «Человек внутри» (1958), в котором полиция и преступники ведут охоту за сбежавшим с драгоценностями бухгалтере ювелирной фирмы, а также комедия с Уильямом Бендиксом «Бездельник на параде» (1958). По мнению Чибнолла и Макфарлейна, «это были достаточно сильные, хотя и не особенно яркие картины, ориентированные на международную аудиторию».
В 1960 году Джиллинг написал и поставил для Роберта Бейкера, своего бывшего босса со студии Tempean, исторический фильм ужасов «Плоть и дьяволы» (1959), в основу которого положена реальная история доктора Роберта Нокса, который в 1828 году в Эдинбурге покупал трупы для анатомических исследований у двух преступников, убивавших ради этого людей. Некоторые критики считают этот фильм, главные роли в котором сыграли Питер Кушинг и Дональд Плезенс, лучшим у Джиллинга в качестве режиссёра. Возможно, после удачи этого фильма Джиллинг решил перейти в жанр хоррор, начав работать на студии Hammer.
В 1960 году Джиллинг написал и поставил криминальный триллер «Вызов» (1960) с Джейн Мэнсфилд в роли, безжалостной главы банды, которая охотится за крупным кушем, а год спустя для своей собственной продюсерской компании John Gilling Enterprises он написал и поставил исторический приключенческий фильм «Ярость в бухте контрабандистов» (1961) с Питером Кушингом и Мишель Мерсье. В 1961 году Джиллинг перешёл работать на студию Hammer Films, где первым его фильмом стал мистический криминальный триллер «Тень кошки» (1961) с участием Андре Морррела и Барбары Шелли, в котором кошка главной героини жестоко мстит троим её убийцам, устраивая дело так, что они гибнут в результате несчастных случаев.
Следом Джиллинг поставил по собственным сценариям костюмированные приключенческие фильмы «Пираты кровавой реки» (1962) с Оливером Ридом и Кристофером Ли, а также «Алый клинок» (1964), также с участием Рида. В 1963 году Джиллинг также написал и поставил на независимой компании Ingram Films криминальный триллер «Паника» (1963). В 1964 году Джиллинг написал сценарий фильма ужасов «Горгона» (1964), в котором Горгона в человеческом обличье превращает жителей небольшой европейской деревушки в камень. Фильм поставил Теренс Фишер, а главные роли исполнили Кристофер Ли, Питер Кушинг и Барбара Шелли. На следующий год Джиллинг поставил фантастический фильм ужасов «Ночной гость» (1965), в котором инопланетные мутанты-гуманоиды похищают земных женщин, чтобы сохранить свой вид от исчезновения.
Наибольшую известность Джиллинг получил благодаря таким фильмам ужасов, как «Чума зомби» (1966) и «Рептилия» (1966), действие которых происходит в сельской местности в Корнуолле, и сняты фильмы в одних и тех же студийных декорациях. В первом фильме рассказывается о массовой смерти от чумы местных жителей, тела которых мистическим образом исчезают из захороненных гробов. Выясняется, что местный эсквайр, несколько лет проживший на Гаити, обучился там чёрной магии, с помощью которой превращает тела умерших в зомби. Журнал The Monthly Film Bulletin написал, что это «лучший фильм студии Hammer за долгое время… Визуально фильм великолепен, с элегантно оформленными декорациями, а интерьеры и экстерьеры сняты в приятно приглушенных тонах; сценарий же изобилует несколькими оригинальными ходами». В своей книге 2007 года о студии Hammer киноведы Маркус Хёрн и Алан Барнс, в частности, написали: «Много говорилось о влиянии фильма „Чума зомби“ на знаковый для жанра фильм „Ночь живых мертвецов“, снятый в 1968 году. „Чума зомби“, будучи уникальным и шокирующим экспериментом по расширению границ хоррора от Hammer, заслуживает большего признания сам по себе».
В фильме «Рептилия» местные жители начинают умирать от таинственных змеиных укусов, которые, как выясняется, наносит дочь местного землевладельца, которая в своё время на Малайе была проклята культом змеепоклонников, в результате чего она периодически превращается в змею. Журнал The Monthly Film Bulletin в своей рецензии отметил, что «фильм обладает необычайно сдержанным достоинством для продукции студии Hammer. Вместо привычных кровавых сцен, нам предлагают с нервным любопытством наблюдать за медленным саморазрушением гордого, но суеверного человека, неспособного спасти свою дочь от судьбы, которую он сам наполовину ей предсказал… В целом, это фильм немалых достоинств». Хёрн и Барнс назвали картину «классикой Хаммера 1960-х годов» .
Джиллинг также снял для студии Embassy Pictures пародию на шпионские фильмы «Куда летят пули» (1966), а на следующий год вернулся на Hammer, чтобы снять хоррор «Саван мумии» (1967), в котором членов археологической экспедиции после возвращения в Лондон начинает убивать обнаруженная ими мумия молодого египетского принца. Это была последняя британская картина Джиллинга в качестве режиссёра. Три года спустя он написал сценарий для фантастического хоррора Warner Bros. под названием «Трог» (1970), в котором главную роль исполнила американская кинозвезда Джоан Кроуфорд.

## Карьера на телевидении
В 1950—1960-е годы Джиллинг некоторое время работал на телевидении в качестве режиссёра таких сериалов, как «Дуглас Фэрбенкс-мл. представляет» (1953—1955, 4 эпизода), комедийный сериал «Приключения Эгги» (1956—1957) и полицейский сериал «Путь Гидеона» (1964, 2 эпизода). В 1960-е годы он ставил эпизоды некоторых сериалов своего бывшего босса, продюсера Монти Бермана, среди них «Святой» (1962—1969, 10 эпизодов) о частном сыщике, которого сыграл Роджер Мур, фантастический приключенческий триллер «Чемпионы» (1968, 4 эпизода) и детективный сериал «Отдел С» (1969, 7 эпизодов).

## Прочая деятельность
В 1970 году Джиллинг завершил кинокарьеру и переехал в Испанию, чтобы посвятить себя живописи.
В 1975 году он на некоторое время вернулся в кино, чтобы снять в Испании по собственному сценарию хоррор-детектив «Крест дьявола» (1975).

## Смерть
Джон Джиллинг умер 22 ноября 1984 года в Мадриде, Испания, в возрасте 72 лет (причина смерти не разглашается).

## Фильмография
| Год       | Название                                   | Оригинальное название                        | Фильм / телесериал     | В каком качестве участвовал                   |
| --------- | ------------------------------------------ | -------------------------------------------- | ---------------------- | --------------------------------------------- |
| 1935      | Отец О’Флинн                               | Father O’Flynn                               | Фильм                  | Помощник режиссёра                            |
| 1936      | Крылья над Африкой                         | Wings Over Africa                            | Фильм                  | Помощник режиссёра                            |
| 1938      | Ирландец и горжусь этим                    | Irish and Proud of It                        | Фильм                  | Помощник режиссёра                            |
| 1947      | Чёрная память                              | Black Memory                                 | Фильм                  | Автор истории, сценарист, помощник режиссёра  |
| 1948      | Стрелок сбежал                             | A Gunman Has Escaped                         | Фильм                  | Сценарист                                     |
| 1948      | Дом тьмы                                   | House of Darkness                            | Фильм                  | Сценарист                                     |
| 1948      | Алчность Уильяма Харта                     | The Greed of William Hart                    | Фильм                  | Сценарист, помощник режиссёра                 |
| 1949      | Человек из вчерашнего дня                  | The Man from Yesterday                       | Фильм                  | Автор истории, сценарист                      |
| 1948      | Побег из Броудмура                         | Escape from Broadmoor                        | Короткометражный фильм | Режиссёр, сценарист                           |
| 1949      | Ирландца не обмануть                       | You Can’t Fool an Irishman                   | Фильм                  | Режиссёр, сценарист                           |
| 1950      | Без следа                                  | No Trace                                     | Фильм                  | Режиссёр, сценарист                           |
| 1950      | Тёмный интервал                            | Dark Interval                                | Фильм                  | Сценарист                                     |
| 1950      | Блэкаут                                    | Blackout                                     | Фильм                  | Сценарист                                     |
| 1950      | Леди хотела острых ощущений                | The Lady Craved Excitement                   | Фильм                  | Сценарист                                     |
| 1950      | Комната в аренду                           | Room to Let                                  | Фильм                  | Сценарист                                     |
| 1950      | Вина — это моя тень                        | Guilt Is My Shadow                           | Фильм                  | Автор дополнительных сцен                     |
| 1950      | Люди в чёрном                              | The Man in Black                             | Фильм                  | Автор дополнительных сцен                     |
| 1951      | Тихая женщина                              | The Quiet Woman                              | Фильм                  | Режиссёр, сценарист                           |
| 1951      | История в Челси                            | Chelsea Story                                | Фильм                  | Сценарист                                     |
| 1951      | Дело Росситера                             | The Rossiter Case                            | Фильм                  | Сценарист                                     |
| 1952      | Голос Меррилл                              | The Voice of Merrill                         | Фильм                  | Режиссёр, сценарист                           |
| 1952      | Мать Райли встречает вампира               | Mother Riley Meets the Vampire               | Фильм                  | Режиссёр                                      |
| 1952      | Испуганный человек                         | The Frightened Man                           | Фильм                  | Режиссёр, сценарист                           |
| 1952      | Убийство в Скотленд-Ярде                   | Murder at Scotland Yard                      | Фильм                  | Сценарист                                     |
| 1952      | Потерянные часы                            | The Lost Hours                               | Фильм                  | Сценарист                                     |
| 1952      | Король преступного мира                    | King of the Underworld                       | Фильм                  | Сценарист (в титрах не указан)                |
| 1952      | Ист-стрит, 13                              | 13 East Street                               | Фильм                  | Сценарист                                     |
| 1952      | Крылья опасности                           | Wings of Danger                              | Фильм                  | Сценарист                                     |
| 1952      | Блеф слепца                                | Blind Man’s Bluff                            | Фильм                  | Автор истории, сценарист                      |
| 1952      | Тихоня Смит в Лондоне                      | Whispering Smith Hits London                 | Фильм                  | Автор истории                                 |
| 1953      | Ночной побег                               | Escape by Night                              | Фильм                  | Режиссёр, сценарист                           |
| 1953      | Отдача                                     | Recoil                                       | Фильм                  | Режиссёр, сценарист                           |
| 1953      | Беладонна                                  | Deadly Nightshade                            | Фильм                  | Режиссёр                                      |
| 1953      | Три ступени к виселице                     | 3 Steps to the Gallows                       | Фильм                  | Режиссёр, сценарист                           |
| 1953      | Стальной ключ                              | The Steel Key                                | Фильм                  | Сценарист                                     |
| 1953-1955 | Дуглас Фэйрбенкс — младший представляет    | Douglas Fairbanks, Jr., Presents             | Телесериал             | Режиссёр (4 эпизода), сценарист (2 эпизода)   |
| 1954      | Цель: Милан                                | Destination Milan                            | Фильм                  | Режиссёр (1 сегмент)                          |
| 1954      | Тигра за хвост                             | Tiger by the Tail                            | Фильм                  | Режиссёр, сценарист                           |
| 1954      | Растратчик                                 | The Embezzler                                | Фильм                  | Режиссёр, сценарист                           |
| 1954      | Двойная выдержка                           | Double Exposure                              | Фильм                  | Режиссёр, сценарист                           |
| 1954      | Профиль                                    | Profile                                      | Фильм                  | Сценарист                                     |
| 1955      | Золотая клетка                             | The Gilded Cage                              | Фильм                  | Режиссёр                                      |
| 1955      | Неожиданная удача                          | Windfall                                     | Фильм                  | Сценарист                                     |
| 1956      | Одонго: Приключение на африканской границе | Odongo: An Adventure of the African Frontier | Фильм                  | Режиссёр, сценарист                           |
| 1956      | Гамма-люди                                 | The Gamma People                             | Фильм                  | Режиссёр, сценарист                           |
| 1956      | Узы страха                                 | Bond of Fear                                 | Фильм                  | Сценарист                                     |
| 1956      | Царек Хан                                  | Zarak                                        | Фильм                  | Помощник режиссёра                            |
| 1956-1957 | Приключения Эгги                           | The Adventures of Aggie                      | Телесериал             | Режиссёр (2 эпизода)                          |
| 1957      | Высокий полёт                              | High Flight                                  | Фильм                  | Режиссёр, сценарист                           |
| 1957      | Интерпол                                   | Interpol                                     | Фильм                  | Режиссёр                                      |
| 1958      | Человек внутри                             | The Man Inside                               | Фильм                  | Режиссёр, сценарист                           |
| 1959      | Бандит Зоуба                               | The Bandit of Zhobe                          | Фильм                  | Режиссёр, сценарист                           |
| 1959      | Идол на параде                             | Idol on Parade                               | Фильм                  | Режиссёр                                      |
| 1959      | Свидания                                   | Rendezvous                                   | Телесериал             | Режиссёр (1 эпизод)                           |
| 1959      | Убийцы с Килиманджаро                      | Killers of Kilimanjaro                       | Фильм                  | Сценарист                                     |
| 1960      | Вызов                                      | The Challenge                                | Фильм                  | Режиссёр, сценарист                           |
| 1960      | Плоть и демоны                             | The Flesh and the Fiends                     | Фильм                  | Режиссёр, сценарист                           |
| 1961      | Тень кошки                                 | The Shadow of the Cat                        | Фильм                  | Режиссёр                                      |
| 1961      | Ярость в заливе контрабандистов            | Fury at Smugglers' Bay                       | Фильм                  | Режиссёр, сценарист                           |
| 1962      | Пираты кровавой реки                       | The Pirates of Blood River                   | Фильм                  | Режиссёр, сценарист                           |
| 1962-1969 | Святой                                     | The Saint                                    | Телесериал             | Режиссёр (10 эпизодов), сценарист (2 эпизода) |
| 1963      | Паника                                     | Panic                                        | Фильм                  | Режиссёр, сценарист                           |
| 1963      | Алый клинок                                | The Scarlet Blade                            | Фильм                  | Режиссёр, сценарист                           |
| 1964      | Путь Гидеона                               | Gideon’s Way                                 | Телесериал             | Режиссёр (2 эпизода)                          |
| 1964      | Горгона                                    | The Gorgon                                   | Фильм                  | Сценарист                                     |
| 1965      | Ночной гость                               | The Night Caller                             | Фильм                  | Режиссёр                                      |
| 1965      | Кандагарский бандит                        | The Brigand of Kandahar                      | Фильм                  | Режиссёр, Автор истории и сценарист           |
| 1965      | Тайна кровавого острова                    | The Secret of Blood Island                   | Фильм                  | Сценарист                                     |
| 1966      | Рептилия                                   | The Reptile                                  | Фильм                  | Режиссёр                                      |
| 1966      | Чума зомби                                 | The Plague of the Zombies                    | Фильм                  | Режиссёр                                      |
| 1966      | Там, где пролетают пули                    | Where the Bullets Fly                        | Фильм                  | Режиссёр                                      |
| 1967      | Саван мумии                                | The Mummy’s Shroud                           | Фильм                  | Режиссёр, сценарист                           |
| 1968      | Чемпионы                                   | The Champions                                | Телесериал             | Режиссёр (4 эпизода)                          |
| 1969      | Департамент S                              | Department S                                 | Телесериал             | Режиссёр (7 эпизодов)                         |
| 1970      | Трог                                       | Trog                                         | Фильм                  | Автор истории                                 |
| 1975      | Крест дьявола                              | La cruz del diablo                           | Фильм                  | Режиссёр, сценарист                           |